# Oxytropis bogdoschanica
Oxytropis bogdoschanica là một loài thực vật có hoa trong họ Đậu. Loài này được Jurtzev miêu tả khoa học đầu tiên.